# Manuel de las Casas
Pour les articles homonymes, voir De las Casas.
Manuel de las Casas (Talavera de la Reina, 1940 - Madrid, 8 février 2014) est un architecte espagnol.

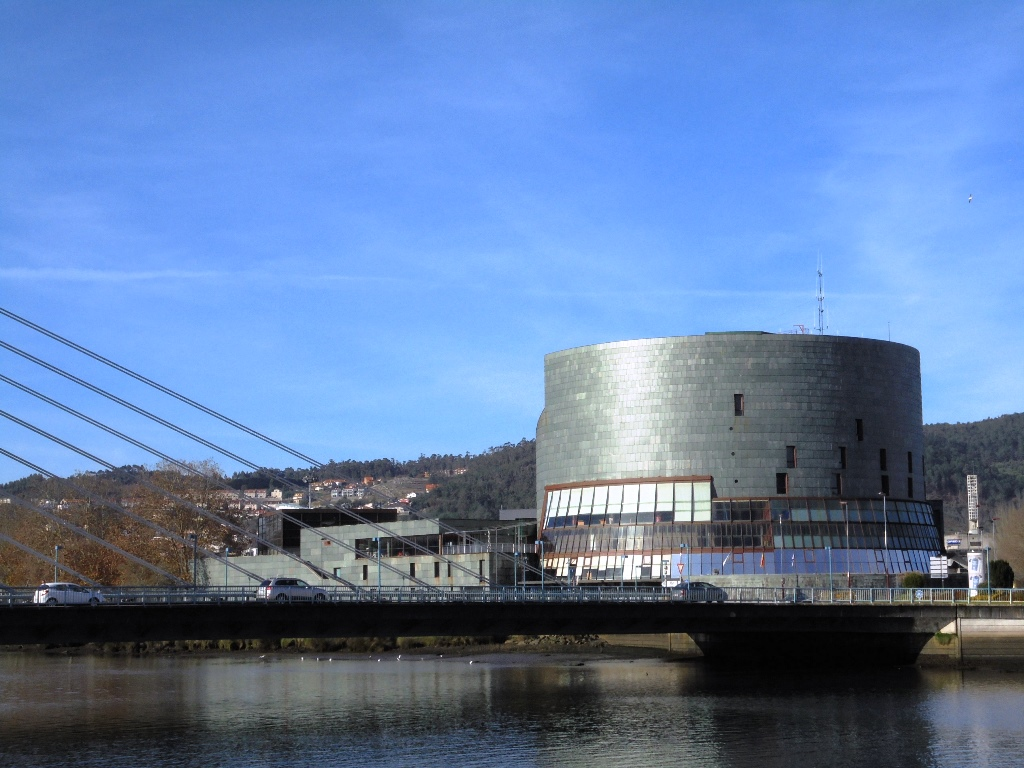
Palais des Congrès de Pontevedra.

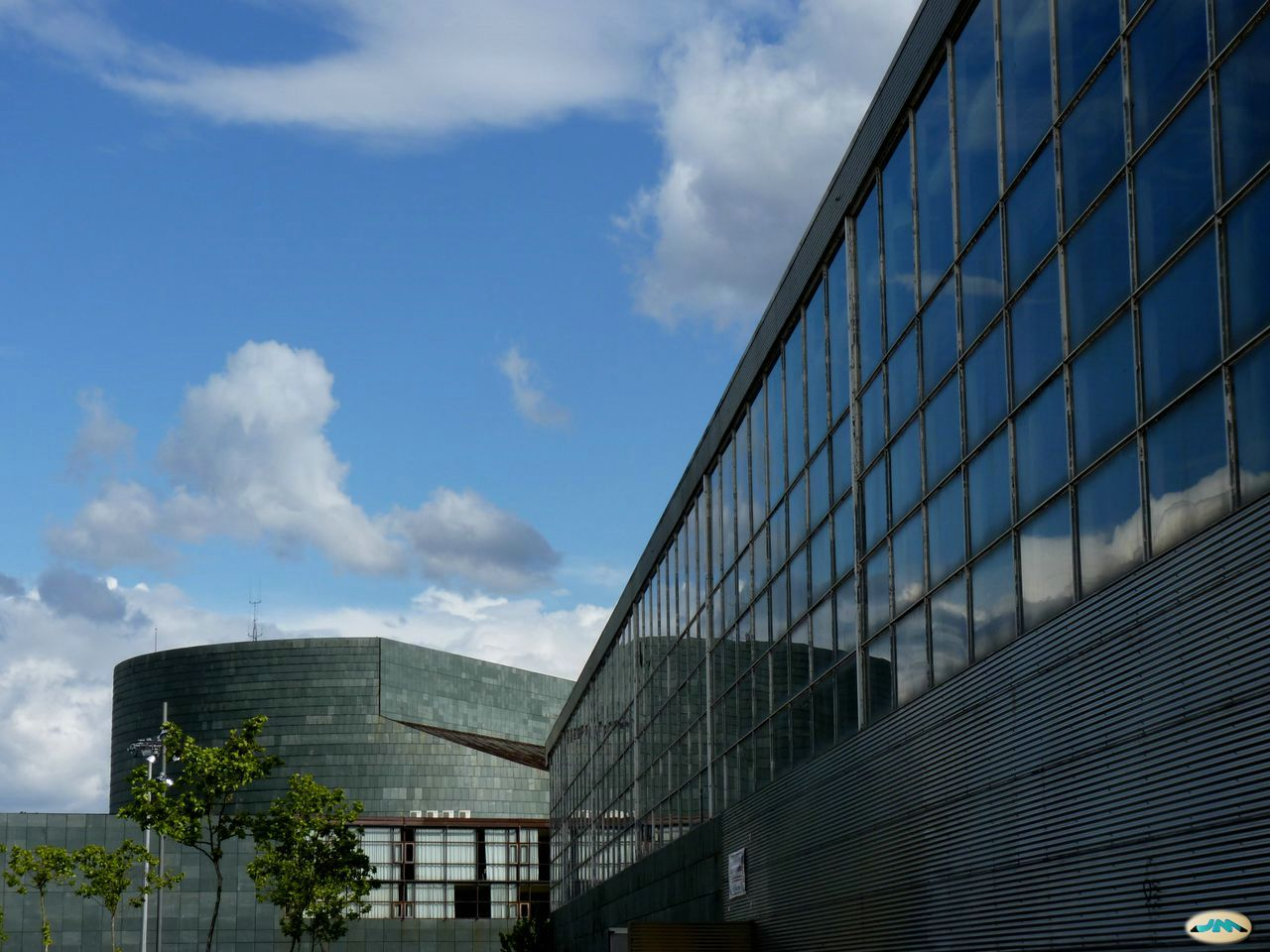
Palais des Congrès de Pontevedra et centre des expositions.

## Biographie
Il était diplômé par l'École technique supérieure d'architecture de Madrid en 1964 et titulaire d'un doctorat de cette même école en 1966, où il a également enseigné au département des projets.
Par ailleurs, il a été nommé inspecteur en chef du Service de restauration des monuments (ministère de la culture) en 1979, directeur général adjoint des projets et des travaux d'abord, puis directeur général, à la Direction générale de l'architecture et de la construction (ministère des travaux publics) et directeur de la Biennale d'architecture en 1983.

## Réalisations
- Restauration de la cathédrale de Tolède (Tolède, 1982)[4].
- Église et centre paroissial Sainte-Irène (Madrid), 1984[5].
- Pavillon de Castille-La Manche dans l'Expo. '92, (Séville, 1991)[5].
- Institut hispano-portugais Roi Alfonso Enriques (Zamora): rénovation d'un couvent franciscain, 1993.
- Ministère de l'agriculture (Tolède), 1993[4].
- 198 logements sociaux (Alcobendas).
- Palais des Congrès de Pontevedra et Auditorium, 1997[6].
- Centre universitaire des sciences de la santé (La Corogne), 1998[7].
- Fondation Royale de Tolède (Tolède), 1998[4].
- Parc des expositions de Pontevedra, 1998[8].
- Centre culturel (Villaviciosa d'Odón).
- Maison Sánchez-Médina (Tolède, 2004)[4].

## Prix
- Prix d'Urbanisme et Architecture (mairie de Madrid 1986)[3].
- Prix d'Urbanisme et Architecture (mairie de Madrid 1991)[3].
- I Bienal d'Architecture Espagnole (ministère d'Œuvres Publiques, 1991).
- II Biennale d'Architecture Espagnole (MOPU, 1993).
- Institut Hispano-Portugais "Rei Alfonso Henriques" (Ministère de l'Éducation et de la Culture et Députation de Zamora, 1993).
- Médaille d'Or des Beaux-Arts (ministère de Culture, 1995)[9].
- Médaille d'Or de la Ville de Tolède (mairie de Tolède, 1998)[2].
- I Biennale Iberoamericaine d'Architecture et Ingénierie Civile (1998).
- Prix Qualité à l'Esthétique (communauté de Madrid, 1998).
- Prix Qualité aux Solutions du Logement (communauté de Madrid, 1998).
- VIII Édition du Prix COAG d'Architecture: Meilleurs bâtiments de nouvelle plante (Collège Officiel d'Architectes de la Galice, 1998)[9].
- Prix Nationale d'Architecture (Espagne, 1999)[9].
- Prix Anthologique d'Architecture Contemporaine au meilleur logement privée (Castille-La Manche, 2006).